# Felix Loch
Pour les articles homonymes, voir Loch (homonymie).
Felix Loch, né le 24 juillet 1989 à Sonneberg, est un lugeur allemand. Il a été le plus jeune champion du monde de l'histoire en 2008 à 18 ans, devant le tenant du titre David Möller et Andi Langenhan, ceci après avoir été deux fois champion du monde juniors. L'année suivante, il réédite la même performance, malgré une blessure à l'épaule contractée en novembre 2008 sur la piste de Whistler, il se rétablit au mois de janvier 2009 et remporte son second titre de champion du monde à Lake Placid le 7 février 2009 devant l'Italien Armin Zöggeler et l'Autrichien Daniel Pfister. Son père Norbert Loch est l'entraîneur de l'équipe d'Allemagne de luge. L'année suivante, aux Jeux olympiques, il remporte son premier titre olympique devant son compatriote David Möller et l'italien Armin Zöggeler, devenant le plus jeune dans l'histoire de ce sport à remporter l'or olympique. Il est connu également pour détenir le record de vitesse sur une piste de luge, il a été mesuré à 153,98 km/h en 2009.
Depuis 2012, il est le dominateur incontestable de sa discipline ; double champion olympique en titre, il a également réalisé deux doublés Coupe du monde-Championnats du monde consécutifs.

## Palmarès

### Jeux olympiques d'hiver
- médaille d'or en individuel en 2010.
- médaille d'or en individuel en 2014.
- médaille d'or par équipe en 2022.

### Championnats du monde
- médaille d'or en individuelle en 2008, 2009, 2012, 2013, 2016 et 2019.
- médaille d'or en sprint en 2016 et 2023.
- médaille d'or par équipe en 2008, 2009, 2012, 2013, 2015 et 2016.
- médaille d'argent en individuelle en 2011, 2015, 2021 et 2025.
- médaille d'argent en sprint en 2019.
- médaille d'argent par équipe en 2021.
- médaille de bronze par équipe en 2019.
- médaille de bronze en individuelle en 2024.

### Coupe du monde
- 7 gros globe de cristal en individuel : 
  - Vainqueur du classement général en 2012, 2013, 2014, 2015, 2016, 2018 et 2021.
- 4 petits globe de cristal en individuel : 
  - Vainqueur du classement sprint en 2016 et 2021.
  - Vainqueur du classement classique en 2021 et 2023.
- 101 podiums individuels : 
  - en simple : 43 victoires, 26 deuxièmes places et 16 troisièmes places.
  - en sprint : 9 victoires, 2 deuxièmes places et 6 troisièmes places.
- 3 podiums en simple mixte : 1 victoire et 2 troisièmes places.
- 48 podiums en relais : 33 victoires, 9 deuxièmes places et 6 troisièmes places.

### Détails des victoires en Coupe du monde

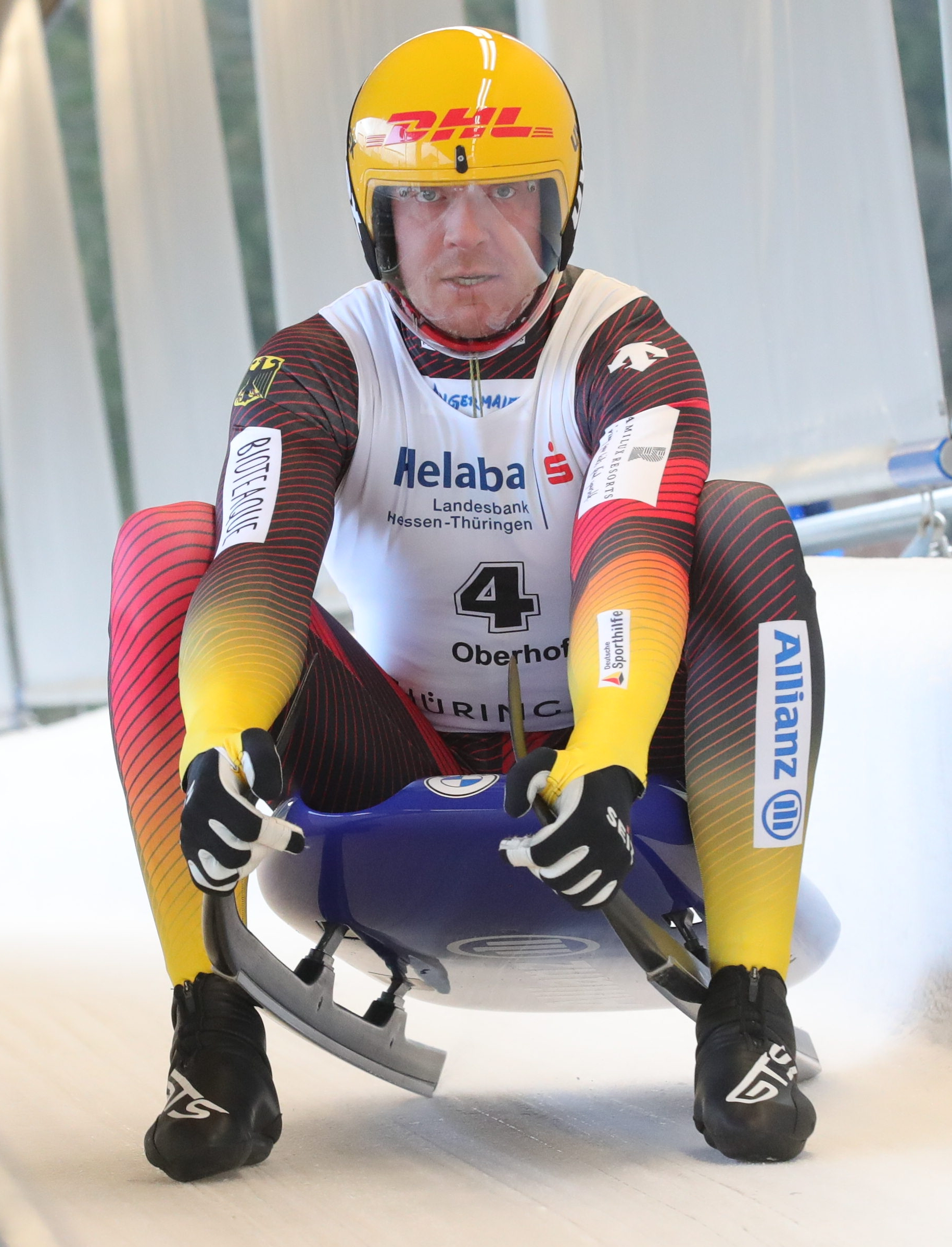
Felix Loch en compétition en 2022

| Édition   | Piste                                                                         | Total |
| 2009-2010 | Altenberg                                                                     | 1     |
| 2010-2011 | Altenberg Igls Oberhof                                                        | 3     |
| 2011-2012 | Königssee Winterberg Oberhof Igls Whistler Sigulda                            | 6     |
| 2012-2013 | Igls Altenberg Oberhof                                                        | 3     |
| 2013-2014 | Igls Whistler Königssee Oberhof Altenberg                                     | 5     |
| 2014-2015 | Igls (simple, sprint) Königssee Oberhof Winterberg Altenberg (simple, sprint) | 7     |
| 2015-2016 | Calgary (simple, sprint) Sigulda Oberhof (simple, sprint) Sotchi Altenberg    | 7     |
| 2016-2017 | Winterberg (sprint) Oberhof                                                   | 2     |
| 2017-2018 | Winterberg (sprint) Altenberg Calgary Oberhof                                 | 4     |
| 2018-2019 | Altenberg                                                                     | 1     |
| 2020-2021 | Igls (simple x2, sprint) Altenberg Oberhof x2 Winterberg Königssee Sigulda    | 9     |
| 2021-2022 | Sigulda                                                                       | 1     |
| 2022-2023 | Whistler                                                                      | 1     |
| 2023-2024 | Sigulda (simple, sprint)                                                      | 2     |

### Championnats d'Europe
- Médaille d'or en individuel en 2013, 2016 et 2021.
- Médaille d'or par équipe en 2013, 2015 et 2016.
- Médaille d'argent en individuel en 2018 et 2023.
- Médaille d'argent par équipes en 2018.
- Médaille de bronze en individuel en 2012 et 2015.
- Médaille de bronze par équipe en 2021.